# PJ・ヴァンリー
PJ・ヴァンリー（PJ van Lill、1983年12月4日 - ）は、プロD2、ヴァランス・ロマンス・ドローム・ラグビーに所属するラグビーユニオン選手。

## プロフィール
- ケートマンスフープ出身[1]。
- ポジションはフランカー(FL)、ナンバーエイト(No.8)。
- 身長 193cm、体重 117kg
- ナミビア代表キャップは60（2025年3月現在）でワールドカップ2011・2015・2019・2023のナミビア代表に選ばれた[2][3]。

## 略歴
ワンダラーズ、ウェルウィッチアス、オーリヤック、USダクスを経て、2015年、アヴィロン・バイヨネに加入。
2020年、ヴァランス・ロマンに加入。